# استودیو فیلم ریگا

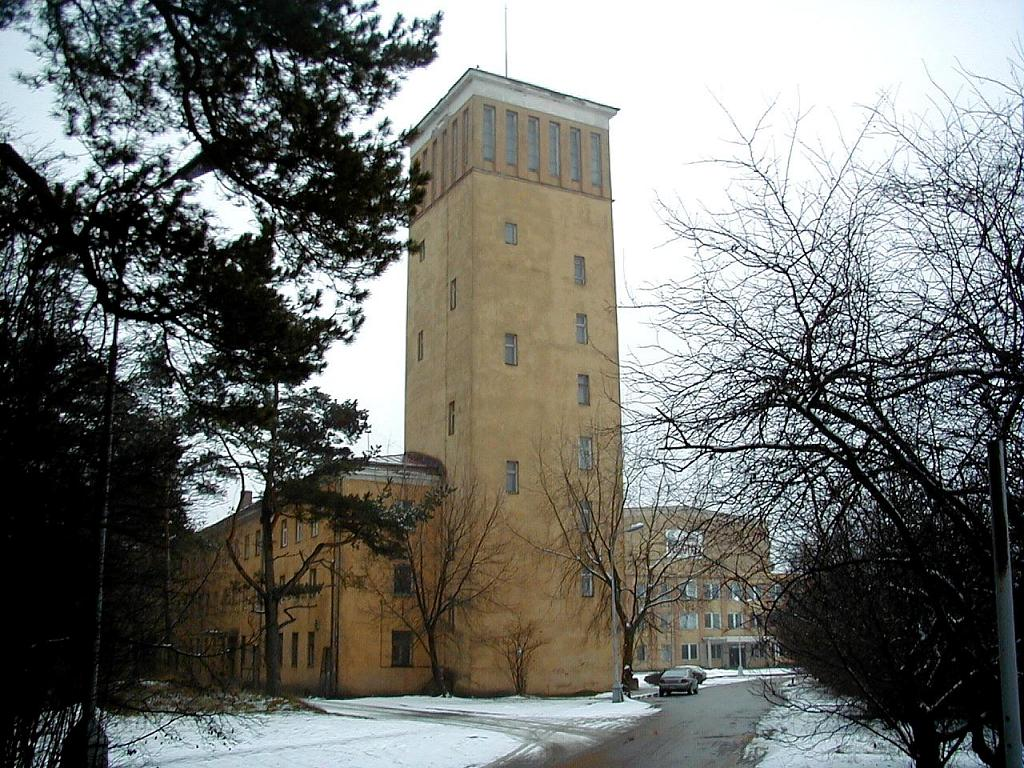
ساختمان مرکزی استودیو فیلم ریگا

استودیو فیلم ریگا (Riga Film Studio) یک مجتمع تولید فیلم در ریگا واقع در لتونی است.
این استودیو فیلم‌سازی در حدود سال ۱۹۴۰ ایجاد شد. عمده فعالیت‌های این استودیو مبتنی بر اصول فرهنگی حزب کمونیست شوروی بود. بعد از جنگ جهانی دوم و در سال ۱۹۴۸ بخش جدیدی به این مرکز به نام استودیوی مستندسازی فیلم ریگا اضافه شد.

## دوران طلایی
از اواخر دهه ۶۰ تا ابتدای دهه ۹۰ دوران طلایی استودیوی فیلم ریگا بوده‌است. در این بازه زمانی سالانه ۱۰ فیلم بلند سینمای در این مرکز سینمایی تولید می‌شد و تعداد کارمندان آن ۱۰۰۰ نفر بود.
در دهه ۱۹۷۰ تولید چند فیلم در ژانر ماجرایی و تاریخی با استقبال تماشاگران روبرو شد. الکساندرهای لیمانیس و گونارس پیسیس محبوب‌ترین کارگردانان لتونی در آن زمان بودند. یکی از محبوب‌ترین فیلم‌های دهه ۸۰، یک لیموزین به رنگ شب تابستان (۱۹۸۱) ساخته جانیس استرایکس است که به نوعی هجو سبک زندگی در شوروی بود.
در دهه ۸۰ دوباره موج مستندسازی در سینمای لتونی ایجاد شد و سینماگرانی نظیر یوریس پودنیکس با فیلم گهواره (۱۹۷۹) به اولین جایزه خارج از خاک اتحاد جماهیر شوروی دست یافتند. گهواره در جشنواره فیلم مستند لایپزیک برنده جایزه بهترین فیلم شد. هم‌چنین او در سال ۱۹۸۷ با کارگردانی فیلم جوان بودن آسان است؟ اولین تولید مشترک لتونی با روسیه را رقم زد و این فیلم مستند در جشنواره فیلم کن ۱۹۸۷ برنده جایزه فیپرشی شد. ایوارس فریمانیس، رولندز کالنیچ، ادوارد پاولز، لیلیتا بورزینا، گونارس کیلینیسکیس و کرلیس سبریس از موفق‌ترین اعضای بدنه سینمای لتونی در این دوران به حساب می‌آیند.

## دوران پس از استقلال
استودیو فیلم ریگا در دهه اخیر به تولید فیلم مشترک با سینمای جنوب شرقی آسیا و بالیوود نیز پرداخته‌است. با این همه طبق آمار رسمی، استودیو فیلم ریگا در حال حاضر سالیانه ۶ فیلم بومی تولید می‌کند؛ که شامل ۴ فیلم بلند سینمایی، یک فیلم مستند و یک فیلم انیمیشن است.